# Powder Springs
Powder Springs (bis 1859 Springville) ist eine Kleinstadt (City) im Cobb County des Bundesstaates Georgia im Südosten der Vereinigten Staaten. Bei der letzten amtlichen Volkszählung im Jahr 2010 hatte Powder Springs 13.940 Einwohner, im Jahr 2019 wurde die Einwohnerzahl der Stadt auf 15.758 geschätzt.

## Lage
Powder Springs liegt im Nordwesten von Georgia und im Südwesten des Cobb County und ist ein Vorort von Atlanta, dessen Stadtzentrum 30 Kilometer Luftlinie südöstlich der Stadt liegt. Umliegende Städte sind Kennesaw im Norden, Fair Oaks im Nordosten, Smyrna im Osten, Austell im Südosten, Lithia Springs im Süden, Hiram im Westen und Dallas im Nordwesten.
Powder Springs liegt am U.S. Highway 278 zwischen Dallas und Austell, etwa fünf Kilometer östlich des Stadtzentrums liegt der Ernest-W-Barrett-Parkway/East-West-Connector zwischen Marietta und Smyrna. Der Interstate-Highway 20 liegt rund 15 Kilometer südlich von Powder Springs, der Interstate 285 (Atlanta Beltway) liegt 22 Kilometer östlich der Stadt.

## Geschichte
Die ersten Siedler im Gebiet des heutigen Powder Springs waren zwei Indianerstämme der Cherokee. Nachdem in den 1820er-Jahren in dem Gebiet Gold gefunden wurde, kamen europäische Siedler in das Gebiet und gründeten eine Siedlung. Die Cherokee-Indianer wurden bei einem Trail of Tears in ein Indianerreservat westlich des Mississippi River vertrieben. Im Jahr 1838 wurde die Siedlung zur Stadt erhoben und erhielt zunächst den Namen Springville. Diesen Namen erhielt die Stadt aufgrund der sieben Flussquellen, die auf dem Stadtgebiet lagen. 1859 wurde Springville in Powder Springs umbenannt. Dieser Name wiederum stammt von den Quellmineralien, die den Boden „wie Zündpulver“ verfärben.
Im Sommer 1864, während des Sezessionskrieges, wurde Powder Springs von Unionstruppen besetzt. Am 20. Juni 1864 kam es in der Nähe der Stadt im Vorfeld der Schlacht von Kennesaw zu mehreren kleineren Geplänkeln. Ende des 19. und Anfang des 20. Jahrhunderts lebte die Bevölkerung von Powder Springs überwiegend von der Landwirtschaft und dem Anbau von Baumwolle. Um 1900 gab es in der Stadt unter anderem zwei Egreniermaschinen, ein Warenhaus, eine Schmiede, mehrere Handwerks- und Lebensmittelgeschäfte und eine Getreidemühle.

## Demografie
Beim American Community Survey aus dem Jahr 2018 hatte die Stadt Powder Springs 14.945 Einwohner, die sich auf 5277 Haushalte und 3927 Familien verteilten. Von den Einwohnern waren 58,4 Prozent Afroamerikaner, 31,6 Prozent Weiße, 1,6 Prozent Asiaten und 0,1 Prozent amerikanische Ureinwohner; 5,0 Prozent waren anderer Abstammung und 3,3 Prozent der Einwohner gaben mehrere Abstammungen an. 10,2 Prozent der Einwohner von Powder Springs waren Hispanics oder Latinos jeglicher Abstammung. 44,7 Prozent der Einwohner waren Männer und 55,3 Prozent Frauen.
In 40,0 Prozent der Haushalte in Powder Springs lebten Kinder unter 18 Jahren und in 34,7 Prozent der Haushalte lebte mindestens eine Person über 60. Altersmäßig verteilten sich die Einwohner von Powder Springs auf 25,2 Prozent Minderjährige, 8,1 Prozent zwischen 18 und 24 Jahren, 25,4 Prozent zwischen 25 und 44 Jahren, 29,7 Prozent zwischen 45 und 64 Jahren sowie 11,6 Prozent über 65 Jahren. Das Medianalter betrug 39,2 Jahre.

## Bildung
Die Stadt Powder Springs gehört zum Cobb County School District. Es gibt sechs Grundschulen, drei Mittelschulen und zwei High Schools. Im Schuljahr 2020/21 wurden die Schulen des Schulbezirkes von insgesamt 12.333 Schülern besucht.

## Persönlichkeiten

### Söhne und Töchter der Stadt
- Alexander S. Clay (1853–1910), Politiker
- Pat Cannon (1904–1966), Politiker
- Robyn Lively (* 1972), Schauspielerin
- Vinny Saponari (* 1990), deutsch-amerikanischer Eishockeyspieler
- Kenyan Drake (* 1994), American-Football-Spieler
- Evan Engram (* 1994), American-Football-Spieler
- Shaquell Moore (* 1996), Fußballspieler
- Chigoziem Okonkwo (* 1999), American-Football-Spieler
- Andrew Carleton (* 2000), Fußballspieler

### Persönlichkeiten mit Bezug zur Stadt
- Isaac Okoro (* 2001), Basketballspieler, wuchs in Powder Springs auf

## Anmerkung
1. ↑  Die Angaben geben die Bevölkerungsstruktur innerhalb des inkorporierten Teils der Stadt dar. Die Bevölkerung der umliegenden gemeindefreien Gebiete, die postalisch zu Powder Springs gehören, sind hier nicht erfasst.